# Evippa rubiginosa
Evippa rubiginosa är en spindelart som beskrevs av Simon 1885. Evippa rubiginosa ingår i släktet Evippa och familjen vargspindlar. Inga underarter finns listade i Catalogue of Life.